# 沃尔默拉特
沃尔默拉特是德国莱茵兰-普法尔茨州的一个市镇。总面积4.06平方公里，总人口202人，其中男性110人，女性92人（2011年12月31日），人口密度50人/平方公里。